# Istebna
Istebna è un comune rurale polacco del distretto di Cieszyn, nel voivodato della Slesia.
Ricopre una superficie di 84,25 km² e nel 2004 contava 11 279 abitanti.
Il comune di Istebna confina sia con la Repubblica Ceca che con la Slovacchia.